# 75/34 (semovente)
Il Semovente da 75/34 fu un cannone semovente d'assalto prodotto dalla Fiat-Ansaldo per il Regio Esercito. Il principale modello di questo semovente è il M42 M, mentre verso la fine della guerra ne furono prodotti alcuni esemplari su M43.

## Storia
Il Regio Esercito aveva adottato nel 1940 due cannoni d'assalto: il semovente L40 da 47/32 e il semovente M41 da 75/18 per l'accompagnamento della fanteria e come cacciacarri. Quest'ultimo in particolare si rivelò l'unico corazzato italiano in grado di reggere il confronto con i carri armati britannici. Nel giugno 1941 il vertice dell'esercito richiese all'Ansaldo un semovente più prestante, richiesta cui la ditta ottemperò proponendo l'installazione del cannone 75/32 Mod. 1937 sullo scafo del semovente M41, derivato a sua volta dal carro armato medio M14/41. La soluzione non soddisfece però l'esercito, che nell'ottobre 1942 impose ai tecnici dell'azienda di installare il pezzo 75/34 Mod. S.F. sullo scafo del semovente M42. Il 29 aprile 1943 fu ufficialmente adottato il "Semovente M42 M (modificato) da 75/34", ordinato in 280 esemplari. I primi mezzi entrarono in servizio in maggio.

## Impiego operativo
I 93 (o 60) M42 M prodotti prima dell'armistizio equipaggiarono i seguenti reparti:
- il XIX Battaglione Carri M della 1ª Divisione corazzata "M": basato su 2 batterie semoventi ed 1 compagnia carri M15/42; ogni batteria era dotata di un Semovente Comando e di tre sezioni su 4.
- il XXX Battaglione controcarro della 30ª Divisione fanteria "Sabauda" su 2 compagnie.
- il CXXXV Battaglione controcarro della 135ª Divisione corazzata "Ariete II" su 3 compagnie.
- il 31º Reggimento fanteria carrista e il Reggimento "Cavalleggeri di Alessandria" (14º).

Dopo l'armistizio l'Esercito Nazionale Repubblicano ne assegnò alcuni al Gruppo squadroni corazzato "San Giusto".
Dopo l'armistizio la Wehrmacht impiegò 80 esemplari di nuova produzione e 36 di preda bellica catturati agli italiani, ribattezzando il mezzo StuG M42 mit 75/34 (851) (i). Il mezzo fu assegnato ad una compagnia per ogni Panzerjäger Abteilung (battaglione cacciacarri) di molte divisioni dello Heer e ad alcuni reparti di Fallschirmjäger della Luftwaffe.

## Tecnica
L'impostazione del mezzo riprende quella dei suoi predecessori. Lo scafo M42 deriva dal carro M15/42, del quale conserva treno di rotolamento con sospensioni a balestre semiellittiche, il motore Fiat-SPA 15TB a benzina da 192 hp e la sezione centro-posteriore dello scafo, senza la torretta. La parte anteriore del mezzo è costituita da una casamatta corazzata in lamiere bullonate, spessa sul settore anteriore 50 mm. Il conduttore siede a sinistra ed ha a disposizione una feritoia con portello corazzato. Oltre al conduttore, nella casamatta prendevano posto il capocarro-cannoniere, che per il puntamento (manuale) del pezzo aveva a disposizione un periscopio, ed il servente, che eventualmente azionavano la mitragliatrice Breda Mod. 38 che poteva essere installata sul cielo del mezzo in funzione antiaerea e per la difesa a corto raggio. Il cannone 75/34 Mod. S.F., progettato per il tiro anticarro, è installato al centro della casamatta su un supporto semisferico, che permette un limitato brandeggio di 20° a destra e 20° a sinistra, con un alzo da -10° a +20°.

## Semovente M43 da 75/34

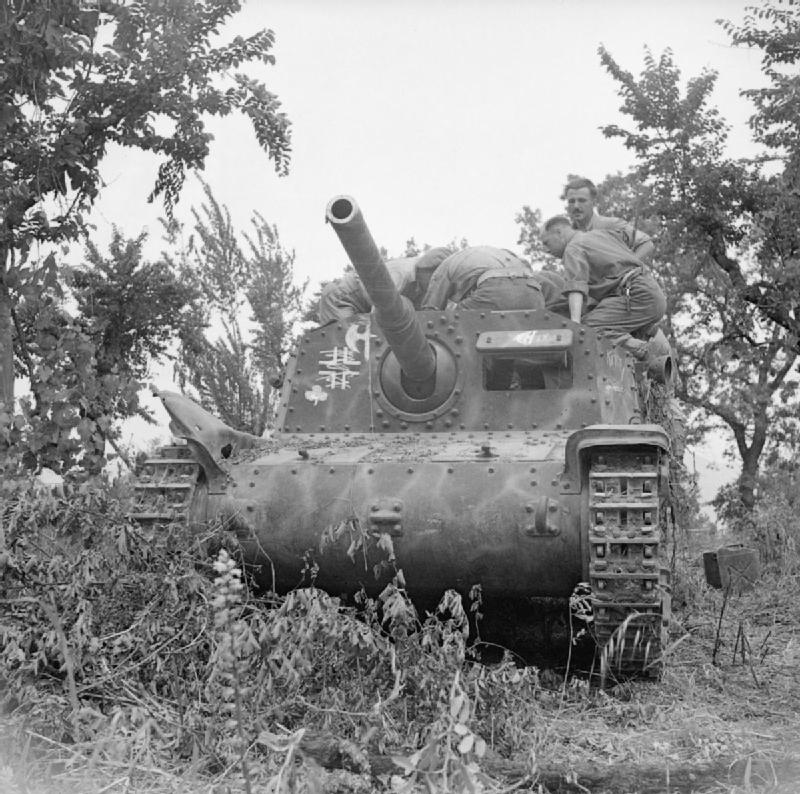
Semovente da 75/34 della Wehrmacht catturato dai britannici durante la campagna d'Italia

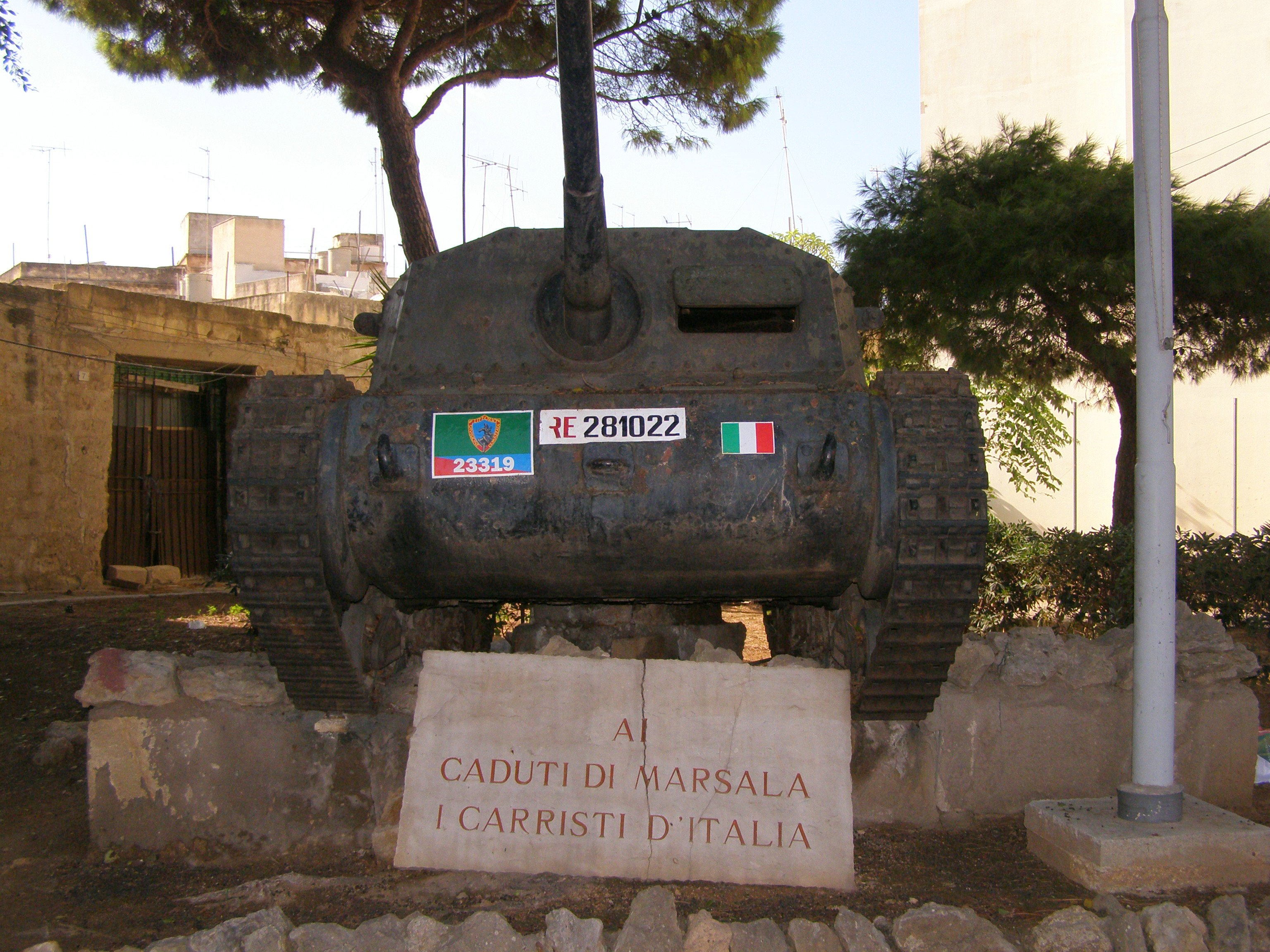
Semovente da 75/34 donato dai carristi alla città di Marsala

Nel 1944 l'Ansaldo produsse 23 semoventi da 75/34 basati sullo scafo del Ansaldo 105/25 M.43. Questo differisce dai precedenti per le dimensioni, essendo più largo e più basso, e per la corazzatura maggiorata. Questi mezzi, ribattezzati StuG M43 mit 75/34 851(i), furono tutti utilizzati dai tedeschi in Italia settentrionale e nei Balcani.